# Amphicnaeia flavofemorata
Amphicnaeia flavofemorata là một loài bọ cánh cứng trong họ Cerambycidae.